# Misythus canlaon
Misythus canlaon är en insektsart som beskrevs av Morgan Hebard 1923. Misythus canlaon ingår i släktet Misythus och familjen torngräshoppor. Inga underarter finns listade i Catalogue of Life.